# 岩波邦明
岩波 邦明（いわなみ くにあき、1987年10月17日 - ）は、日本の医師、ゲーム開発者、AI研究者。
ルイ・イーグル株式会社代表取締役社長。『ゴースト暗算』開発者。

## 略歴・人物
横浜市出身。桐蔭学園中学校・高等学校を経て、2006年に東京大学理科三類に現役合格。
2012年に東京大学医学部医学科を卒業。人口上位2%の知能指数（IQ）を有する者で構成される団体「MENSA」の会員資格を持つ。
センター試験では全教科総合点で900点中881点を得点した。中学3年と高校2年のときに日本数学オリンピック決勝に2度出場。小中時代は「算数・数学の問題さえあれば1日10時間でもずっと夢中で考え続けている」ような子どもだったという。高校時代には数学研究会の部長を務め、日本和算協会の主催する「日本和算コンクール」ではオリジナルで作問した和算問題が金賞を受賞。
東京大学医学部在学中にルイ・イーグル株式会社を立ち上げ、『名探偵コナンゼミ ナゾトキ』『レイトン ミステリージャーニー カトリーエイルと大富豪の陰謀』などのiOS/Android/Nintendo Switch向けナゾトキゲームのナゾ開発、『岩波メソッド ゴースト暗算』という新しい暗算法シリーズの開発・出版などを手掛けて話題を集める。ゴースト暗算はタカラトミーアーツとの共同により携帯ゲーム機『ゴースト暗算トレーナー』も発売されている。
著書は32冊。パズル本シリーズ「ONLY ONE」、勉強法、速読メソッド、知的生産術、記憶術メソッド、大人の脳トレ本など内容は多岐にわたる。「ゴースト暗算」シリーズのドリルは計65万部と学参本としては異例のヒットを記録し、Amazonのベストセラーランキングでは当時発売したばかりのスティーブ・ジョブズの自伝（上・下巻）を抑えて全国1位を記録し話題となる。また、『頭の体操』シリーズの多湖輝との共著も複数出版している。
英語でも積極的に発信を行っており、世界的講演イベント「TED」の教育講演会「TED x teachers」ではスピーカーとして登壇。「Medical Entertainment（わくわくする医療）」のテーマで英語スピーチを行い、好評を博す。世界中の弁理士・弁護士によるグローバル団体「LES International」が主催する世界的ビジネスプランコンテスト「LES Business Plan Competition」では、日本コンテストを勝ち抜きアジア大会決勝に進出。全編英語で行ったプレゼンは審査員たちから「You're so charismatic!（あなたにはカリスマ性がありますよ!）」と大絶賛を集め、台湾、香港、韓国、オーストラリアなど各国から集まった並み居る参加国選抜チームの中でアジア準優勝を受賞。
『情熱大陸』『おはスタ』『世界一受けたい授業』など数多くのTV番組に出演し、講演なども積極的に行っている。

## 講演活動
セブン&アイ・ホールディングスの前会長・伊藤雅俊による東京大学への寄附により建設された東京大学の施設「伊藤国際学術研究センター」にて登壇し、ゴースト暗算・岩波メソッド勉強法の講演・落語・歌など多様なプログラムを擁した特別講演イベントを開催。来場者は300人を超え好評を博す。
母校の桐蔭学園でも200人の後輩に講演会を行い、学園祭でも起業・ビジネスをテーマに講演を行う。
講演地も東京、大阪、京都、福岡、鳥取など多岐にわたり、他にも参加者が全員プロ教師の講演会、税理士の講演会など、種々多様なコンセプトの講演を行っている。

## 受賞歴
- LES Business Plan Contest Asia Final - Runner-up & Finalist（LESビジネスプランコンテスト アジア準優勝）

## 開発

### ゲーム
- 名探偵コナンゼミ

ナゾトキ ストーリーマスターコース（iOS / Android / PC） - ナゾ開発
ナゾトキ エキスパートコース（iOS / Android / PC） - ナゾ開発
- レイトン ミステリージャーニー

カトリーエイルと大富豪の陰謀（Nintendo 3DS / iOS / Android） - ナゾ開発
カトリーエイルと大富豪の陰謀 DX（Nintendo Switch） - ナゾ開発
カトリーエイルと大富豪の陰謀 DX+（Nintendo Switch） - ナゾ開発

### 玩具・アプリ
- 岩波邦明監修 ゴースト暗算トレーナー（ホワイト/イエロー）（携帯ゲーム機、タカラトミーアーツと共同開発）
- ゴースト暗算 岩波暗算2ケタ即習（iOSスマホアプリ、小学館と共同開発）

## 書籍

### 著書
- ゴースト暗算シリーズ（小学館）

ゴースト暗算 6時間でできる! 2ケタ×2ケタの暗算
ゴースト暗算 6時間でできる! 3ケタ×2ケタの暗算
ゴースト暗算 6時間でできる! 2ケタ÷2ケタの暗算
ゴースト暗算 6時間でできる! 3ケタ÷2ケタの暗算
ゴースト暗算 6時間でできる! 分数の暗算
ゴースト暗算 2ケタ×1ケタの暗算プリント 入門編
ゴースト暗算 2ケタ×1ケタの暗算プリント
ゴースト暗算 2ケタ×2ケタの暗算プリント
ゴースト暗算 おさかなボード+2ケタ×1ケタの暗算プリント
ゴースト暗算 ゴーストお絵かきノート
ゴースト暗算 ビジネス版 2ケタ×2ケタの暗算
令和版 ゴースト暗算 6時間でできる! 2ケタ×2ケタの暗算
ゴースト暗算 2ケタ以上のたし算 算数脳を楽しくきたえる!（NHK出版）
- 岩波メソッド 才能がひらくパズル ジャックと数字の木（小学館）
- 東大理Ⅲへの道 短時間で急激に成績を上げるコツ（小学館）
- 岩波メソッド 学校にはない教科書――いま、必要な5×5(GoGo)の学習法（岩波ジュニア新書、岩波書店）
- 岩波メソッド 幸せ脳トレーニング（幻冬舎）
- 東大医学部生だけが知る 超・知的生産法（角川書店）
- 岩波メソッド トレジャー受験英語（KADOKAWA）
- ナンバーパズルオンリーワンシリーズ（ポプラ社）

① ダヴィンチの鍵
② ニーチェの塔
③ ガリレオの星
- 岩波メソッド チェイン記憶術（プレジデント社）
- 合格判定0%から1年で東大医学部に合格した人の秘密の勉強法（PHP研究所）
- 東大 超ナゾ王 あなたの頭脳への挑戦状（PHP研究所）
- 片付けない技術（宝島社）
- 岩波式 大人の脳トレ1000（宝島社）
- 東大医学部式 非常識な勉強法（イースト・プレス）
- 岩波メソッド 中学入試ハイスピード攻略法

速読み解答トレーニング（旺文社）
速書き解答トレーニング（旺文社）

### 共著
- 脳に効く! 大人のパズル&クイズ（多湖輝 共著、PHP研究所）
- 認知症を防ぐ! 多湖輝 頭の体操ドリル（多湖輝 共著、宝島社）

## 対談・講演・授業

### 対談
- 池谷裕二（脳研究者）×岩波邦明 対談「人間の記憶は動物より不正確であいまい」[6]
- 小嶋勇（日能研関東会長）×岩波邦明 対談「『教育業界の革命児』と『ゴースト暗算の発明者』が実践する知的生産力を上げる方法」[7]

### 講演・特別授業
TED関連イベント講演
- TED x Teachers 特別講演 "Medical Entertainment"（2014年3月7日）

特別授業
- 小学館アカデミー ゴースト暗算特別授業（2桁×1桁の暗算）
- 日能研 たまプラーザ校 ゴースト暗算特別授業（2桁×2桁の暗算）
- 日能研 三田校 ゴースト暗算特別授業（2桁×1桁の暗算）
- 日能研 センター北校 ゴースト暗算特別授業（2桁×1桁の暗算）
- EDINA ゴースト暗算特別授業（全16回）（明光義塾運営会社）

## 出演

### テレビ番組
- 情熱大陸（MBS、2013年2月3日）
- おはスタ（テレビ東京、2度出演）
- 世界一受けたい授業（日本テレビ、24歳の史上最年少講師〈当時〉として出演）
- NHKスペシャル 日本新生（NHK、2012年1月）
- サキどり（NHK、2011年11月6日）
- 情報ライブ ただイマ!（NHK、2012年5月）
- スッキリ（日本テレビ、2011年12月）
- メレンゲの気持ち（日本テレビ、2013年4月）
- めざましテレビ（フジテレビ）
- みのもんたの朝ズバッ!（TBS、2週連続出演）
- 急上昇ワード（TBS）
- 映画 天地明察 特集番組（TBS）

### 雑誌・新聞
- edu（小学館、勉強法とゴースト暗算特集）
- プレジデントファミリー（プレジデント社、特集全3回）
- 別冊宝島（宝島社、特集30ページ）
- 日経ビジネスアソシエ（日経BP、ノート術）
- 日経BP ムック本（日経BP、ノート術 総集編）
- 日経おとなのOFF（日経BP、ゴースト暗算 特集）
- ducare（日本経済新聞出版社）
- Fole（みずほ銀行 会員情報誌）
- 壮快（マキノ出版）

### 新聞
- 日経新聞（日本経済新聞社）
- 朝日小学生新聞（朝日新聞社）
- 読売KODOMO新聞（読売新聞社）
- 学びのふるさと（日本経済新聞）[8]
- 東大医学部生が考案した「ゴースト暗算」が話題沸騰!（プレジデント社）[3]